# McLendon-Chisholm
La ville américaine de McLendon-Chisholm est située dans le comté de Rockwall, dans l’État du Texas. Sa population s’élevait à 1 373 habitants lors du recensement de 2010.

## Source
- (en) Cet article est partiellement ou en totalité issu de l’article de Wikipédia en anglais intitulé « McLendon-Chisholm, Texas » (voir la liste des auteurs).